# Leonid Andréiev
Leonid Andréiev   (Oriol, 9 d'agost de 1871 (Julià) - Gorkovskoye, 12 de setembre de 1919), nom complet amb patronímic Leonid Nikolàievitx Andréiev, rus: Леони́д Никола́евич Андре́ев, fou un dramaturg, novel·lista i contista rus. És un dels representants més talentosos i prolífics de l'època de l'Edat de Plata de la literatura russa. L'estil d'Andréiev combina elements de les escoles realista, naturalista i simbolista en la literatura.

## Biografia

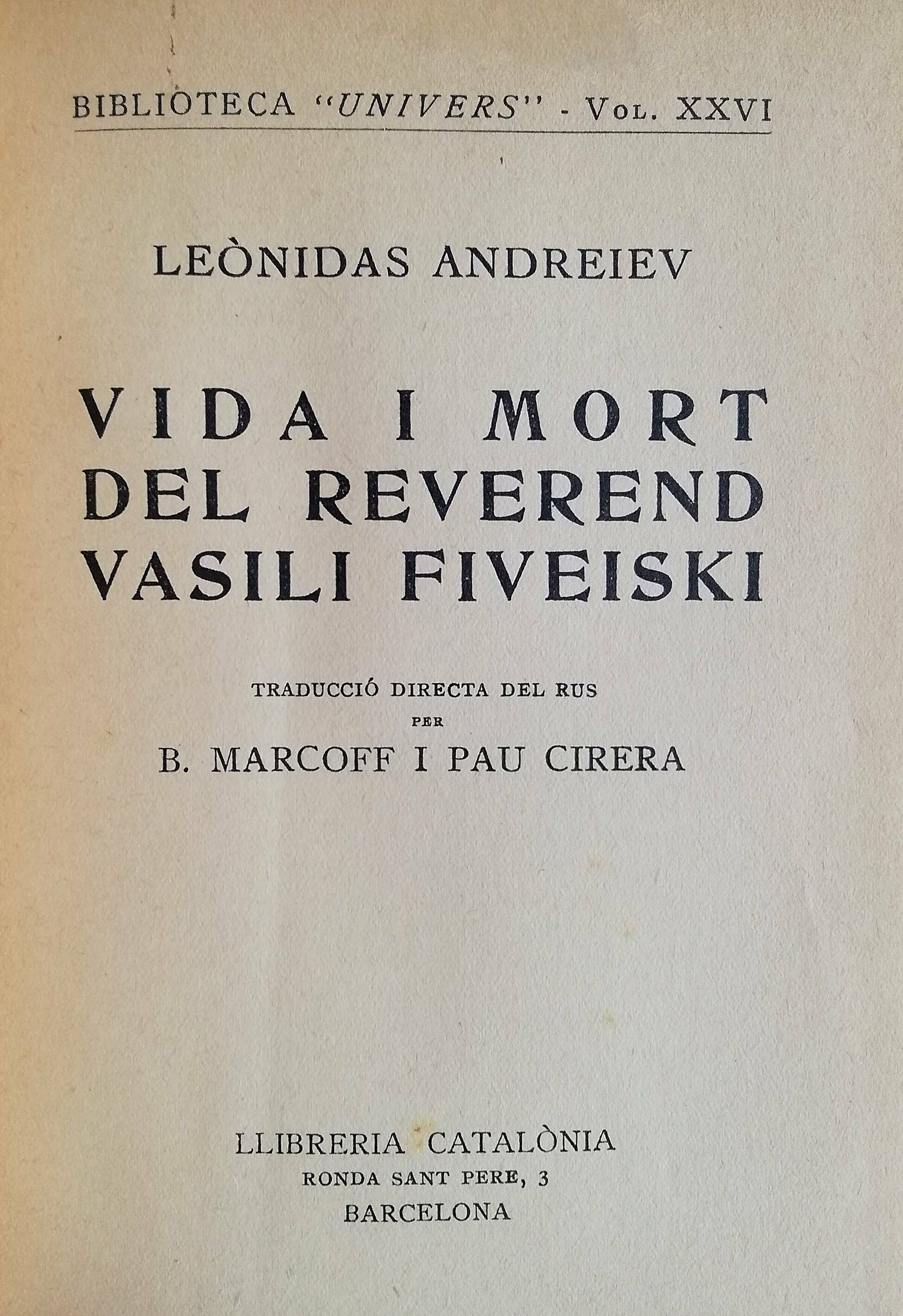
Vida i mort del reverend Vasili Fiveiski, de Leonid Andréiev. Traducció catalana publicada a Barcelona cap a l'any 1932 dins la col·lecció Biblioteca Univers

Nascut a Oriol, Rússia dins d'una família de classe mitjana, Andréiev originalment va estudiar dret a Moscou i a Sant Petersburg. Es va convertir en reporter policial-judicial per a un diari moscovita i realitzava la rutina de la seva humil vocació sense cridar l'atenció en particular. En aquell temps va escriure poesia i va fer alguns esforços per publicar, però la seva obra va ser rebutjada per la majoria dels editors. El 1898, el seu primer conte, "Bargamot i Garaska" ("Баргамот и Гараська"), fou publicat al diari "Kurier" de Moscou. Aquesta història va cridar l'atenció de Maksim Gorki que va recomanar 
a Andréiev que es concentrés en la tasca literària. Andréiev finalment, va renunciar a la seva pràctica judicial, i es convertí ràpidament en una celebritat literària, i els dos escriptors van seguir sent amics durant molts anys després. Mitjançant Gorki, Andréiev es va convertir en un membre del grup literari moscovita Sreda, i va publicar molts dels seus treballs a les col·leccions Znanie de Gorki.
La primera col·lecció de contes i novel·les curtes d'Andréiev (повести) aparegué el 1901,va vendre ràpidament un quart de milió de còpies i el va convertir en una estrella literària a Rússia. El 1901 va publicar "Стена" ("El mur"), el 1902, va publicar "В тумане" ("En la boira") i "Бездна" ("L'abisme") que era una resposta a la "Kreutzer Sonata" de Lev Tolstoi. Aquestes dues últimes històries van causar gran commoció a causa del seu tractament franc i audaç de sexe. En els anys entre 1898 i 1905 Andréiev va publicar nombrosos contes sobre molts temes, incloent la vida en entorns provincials de Rússia, incidents judicials i de presó (d'on va obtenir material procedent de la seva vida professional), i centres mèdics. El seu especial interès en la psicologia i la psiquiatria li va donar l'oportunitat d'explorar idees sobre la psique humana i de representar personalitats memorables que més tard es van convertir en personatges clàssics de la literatura russa ("El pensament" 1902).
Durant l'època de la primera revolució russa Andréiev participà activament en el debat social i polític com un defensor dels ideals democràtics. Diversos dels seus contes, entre ells "La rialla vermella" ("Красный смех" (1904), Governador ("Губернатор") (1905) and Els set que foren penjats "Рассказ о семи повешенных") (1908) capturaren l'esperit d'aquest període. A partir de 1905 també va produir molts drames teatrals, incloent La vida de l'home (1906), Rei fam (1907),Màscares negres (1908), Anatema(1909) i Els dies de la nostra vida (1909).La vida de l'home va ser posada en escena tant per Stanislavski (amb el seu Teatre d'Art de Moscou) com per Meierhold (a Sant Petersburg), els dos principals representants del teatre rus del segle xx, el 1907.
Les obres d'Andreiev del període posterior a la revolució sovint representen l'evocació de pessimisme absolut i un estat d'ànim desesperat. A principis de la segona dècada del segle xx, va començar a perdre la fama en la mesura en què sorgien ràpidament nous poders literaris, com els futuristes.
A part dels seus escrits polítics, Andréiev va publicar poc després de 1914. El 1916, es va convertir en l'editor de la secció literària del diari "La Voluntat de Rússia". Més tard va donar suport a la Revolució de Febrer, però va preveure l'arribada al poder dels bolxevics com a catastròfica. El 1917, es va traslladar a Finlàndia. Des de casa seva a Finlàndia va adreçar manifestos per al món en general contra els excessos dels bolxevics. Idealista i rebel, Andréiev va passar els seus últims anys en una amarga pobresa, i la seva prematura mort per fallada cardíaca pot haver estat accelerada per l'angoixa pels resultats de la Revolució Bolxevic. La seva última novel·la va ser El diari de Satanàs, però va morir abans que no l'acabés.
Una obra de teatre, Els patiments de Bèlgica, va ser escrit a principis de la Primera Guerra Mundial per celebrar l'heroisme dels belgues contra l'exèrcit invasor alemany. Es va produir als Estats Units, així com les obres de teatre La vida de l'home (1917), El rapte de les Sabines (1922), El que rep la bufetada (1922) i Anatema (1923). Una versió de la pel·lícula popular i aclamat de El que rep la bufetada va ser produït pels estudis de la MGM el 1924.
Pobre assassí, una adaptació del seu conte El pensament feta per Pavel Kohout, es va estrenar a Broadway el 1976.

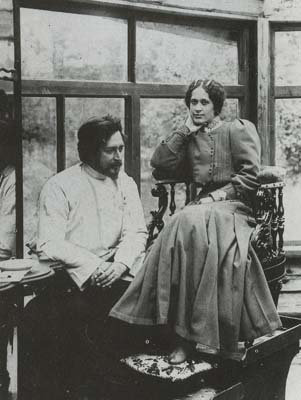
Leonid Andréiev i la seva muller, Anna

Va estar casat amb la comtessa Anna Wielhorska, neboda de Taràs Xevtxenko. El seu fill fou Daniil Andréiev, un poeta i místic, autor de Roza Mira.
La neta de Leonid Andréiev, l'escriptora estatunidenca Olga Andrejew Carlisle, va publicar una col·lecció dels seus contes,Visions, el 1987.

## Obra dramàtica
- El pensament, 1902. Pobre assassí, una adaptació de Pavel Kohout fou representada a Broadway.
- Cap a les estrelles, 1905
- La vida de l'home, 1906
- El rei fam, 1908
- Les màscares negres, 1908

## Traduccions al català
- Vida i mort del reverend Vasili Fiveiski. Traducció de B. Marcoff i Pau Cirera. Llibreria Catalònia - Biblioteca Univers, volum XXVI. Barcelona, circa 1932.
- La vida del reverend Basili Fiveiski. Traducció de B. Marcoff i Pau Cirera. Muro. Ensiola Editorial (març de 2009). Col·lecció: Narrativa, 15. 2009 ISBN 978-84-937129-0-7
- La història dels set penjats. Traducció de Jaume Creus. Martorell: Adesiara, 2018. Col·lecció D'ací i d'allà. ISBN 978-84-16948-16-1[4]